# Route der Industriekultur – Brot, Korn und Bier

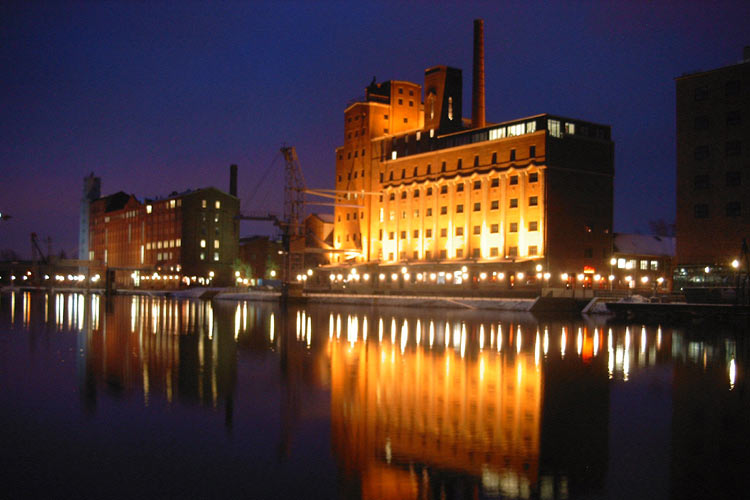
Duisburg Innenhafen: Küppers- und Werhahnmühle

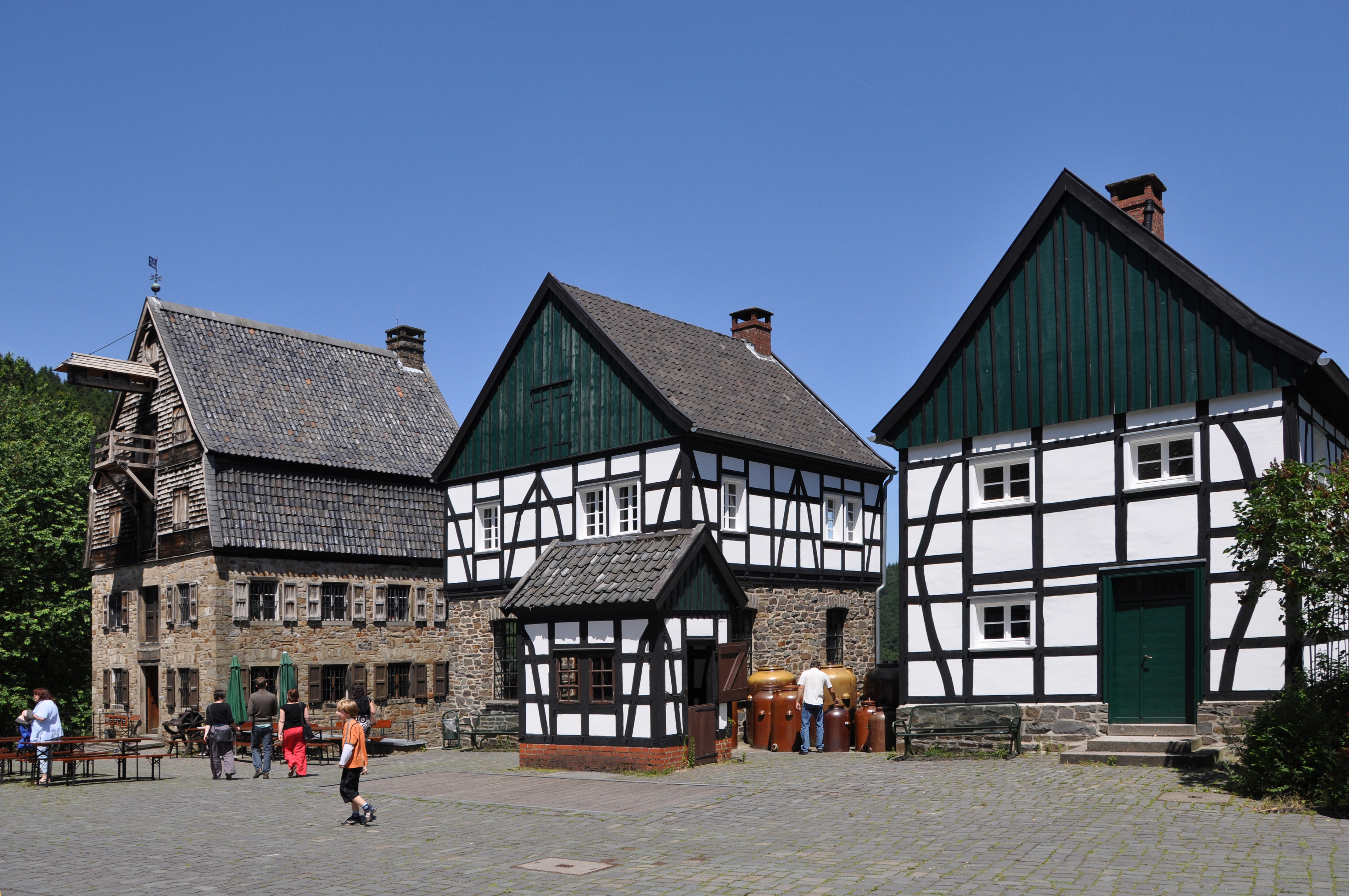
LWL-Freilichtmuseum Hagen, u. a. mit Brennerei und Brauerei

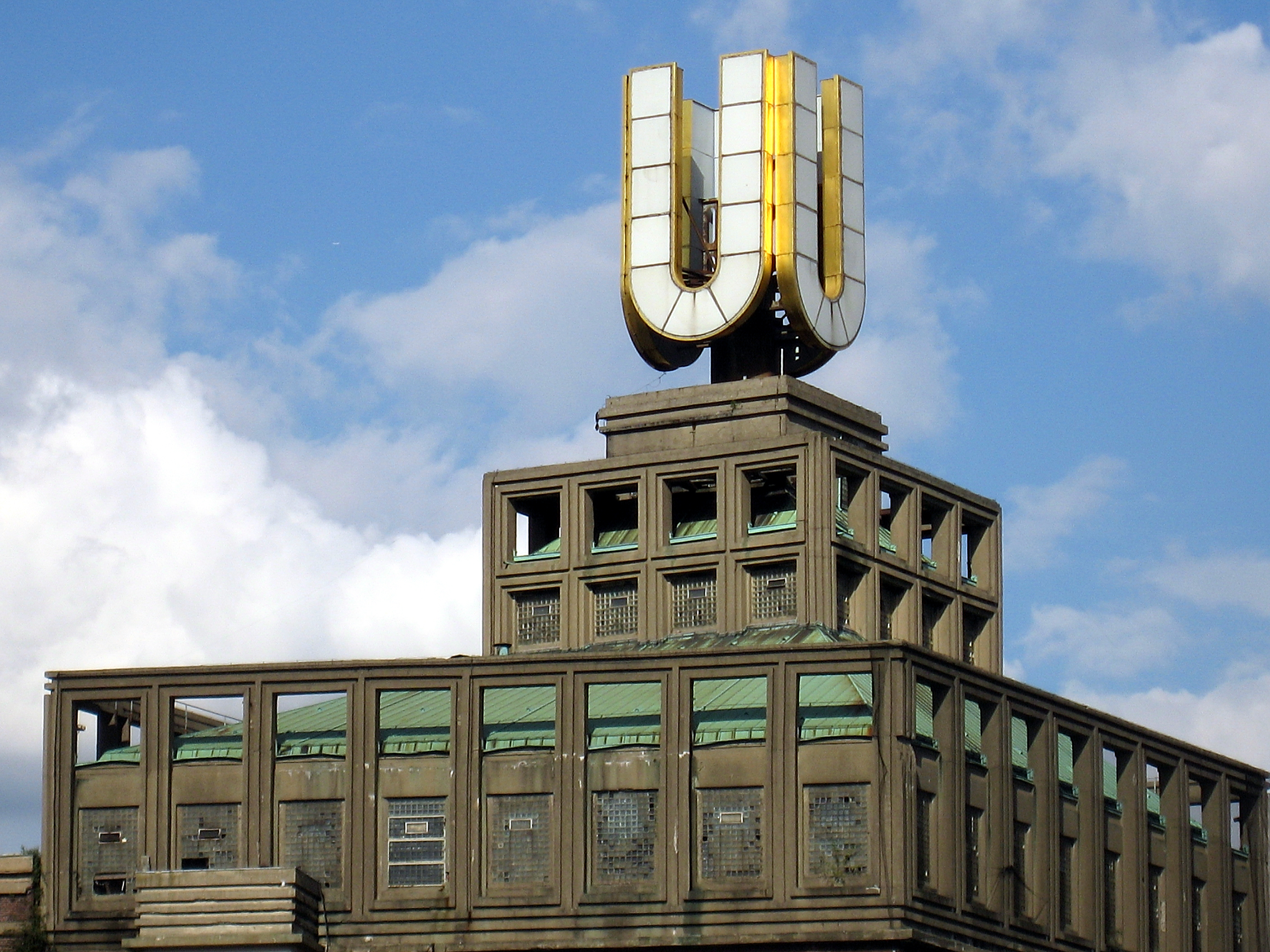
Dortmunder U, ehemaliger Stammsitz der Dortmunder Union-Brauerei

Die Themenroute 21 Brot, Korn und Bier der Route der Industriekultur beschäftigt sich mit der Nahrungs- und Genussmittelindustrie im Ruhrgebiet. Die Route führt zu interessanten Standorten rund um das Mühlen-, Brennerei- und Brauereiwesen:
- Lindenbrauerei Unna
- Henriette-Davidis-Museum, Wetter a.d. Ruhr
- Freilichtmuseum Hagen
- Mühlenhof Breckerfeld
- Brennerei Eversbusch, Hagen-Haspe
- Zwiebackfabrik Brandt, Hagen-Haspe
- Vormann Brauerei, Hagen-Dahl
- Brennerei Saure, Gevelsberg
- Brauerei Schwelm
- Privatbrennerei Sonnenschein, Witten-Heven
- Birschel-Mühle, Hattingen
- Dampfbierbrauerei Borbeck[1]
- Innenhafen Duisburg
- König-Brauerei[2]
- Wacholderbrennerei Claus, Walsum
- Baumeister Mühle, Oberhausen
- Mühlenmuseum Hiesfeld
- Plangemühle
- Mühle im Schlosspark Moers
- Underberg-Stammhaus
- Traktoren-Museum Pauenhof
- Kriemhildsmühle
- Rhader Mühle (neu 2011)
- Tüshaus-Mühle
- Wassermühle Alt-Marl
- Heimatmuseum Unser Fritz (neu 2011)
- Konsumverein Wohlfahrt, Bochum
- Schlegel Brauerei, Bochum
- Brauerei Fiege, Bochum
- Müser-Brauerei, Bochum-Langendreer
- Brennerei Eickelberg
- Dortmunder U
- Brauereimuseum Dortmund
- Deutsches Kochbuchmuseum
- Dortmunder Actien-Brauerei
- Alte Kaffeerösterei, Lünen
- Klostermühle Pohl